# 多賀神社 (松山市)

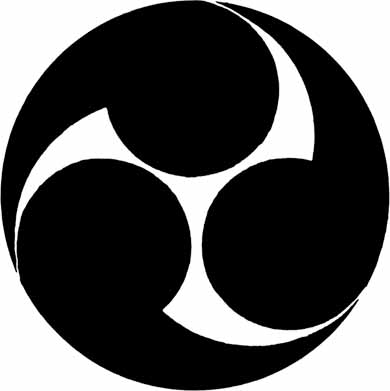
神紋（左三つ巴）

多賀神社（たがじんじゃ） は、愛媛県松山市新立町にある神社である。神紋は左三つ巴。

## 祭神
- 伊邪那岐命（いざなぎのみこと）
- 伊邪那美命（いざなみのみこと）

## 由緒
- 寛永5年（1628年）、蒲生忠知が松山藩主になった際、蒲生氏の氏神である多賀大社（滋賀県多賀町）を勧請した。
- 大正2年（1913年）、招魂社が愛媛県立農業学校の建設のため、境内に遷座された。
- 昭和14年（1939年）4月、招魂社が内務大臣指定の愛媛縣護國神社となり、同年10月9日に現在地（松山市御幸町）に遷座した。

## 年中行事
| 日付        | 祭祀               |
| ----------- | ------------------ |
| 1月1日      | 歳旦祭             |
| 6月30日     | 夏越祭             |
| 8月3日、4日 | 夏季大祭（献灯祭） |
| 10月6日     | 秋季大祭           |
| 10月7日     | 神幸祭             |
| 11月15日    | 七五三             |

## その他
- 俳人である正岡子規直筆の奉納額を所蔵。
- 白蛇逸話にまつわる八呎の鏡を所蔵。
- 関西屈指の大きさで、愛媛県内でも最大の大太鼓（延寿大太鼓）を所蔵。この太鼓は、旧温泉郡拝志村の神木で作成された2個の内の根元の部分で作られており、もう一方は大山祇神社（今治市大三島町）にある。
- 一時期、招魂社（後の愛媛縣護國神社）が遷座されていた.

## アクセス
- 伊予鉄バス新立バス停徒歩2分

## 周辺施設
- 金刀比羅宮松山分社
- 愛媛県立松山商業高等学校
- 松山市立八坂小学校
- 松山市立素鵞小学校
- さくら幼稚園（境内に併設）